# Ringer-Weltmeisterschaften 1969
Die Ringer-Weltmeisterschaften 1969 fanden vom 3. bis zum 10. März 1969 in Mar del Plata statt. Es wurde sowohl im griechisch-römischen als auch im freien Stil gerungen. Die Ringer wurden zum ersten Mal bei Weltmeisterschaften in jeweils zehn Gewichtsklassen unterteilt.

## Griechisch-römisch
Die Wettkämpfe im griechisch-römischen Stil fanden vom 3. bis zum 5. März 1969 statt. Die Sowjetunion konnte in allen 10 Wettbewerben Athleten auf dem Podest feiern. Bester Schweizer wurde Siegfried Hell mit einem 6. Platz in der Gewichtsklasse -100 kg.

### Medaillengewinner
| Klasse  | Gold                          | Silber            | Bronze             |
| ------- | ----------------------------- | ----------------- | ------------------ |
| -48 kg  | Gheorghe Berceanu             | Rahim Aliabadi    | Wladislaw Kustow   |
| -52 kg  | Firouz Arlouzadeh             | Cornel Turturea   | Iwan Michailischin |
| -57 kg  | Rustem Kasakow                | Young An Chang    | David Hazewinkel   |
| -62 kg  | Roman Rurua                   | Roland Svensson   | Martti Laakso      |
| -68 kg  | Simion Popescu                | Sreten Damjanović | Juri Grigorjew     |
| -74 kg  | Wiktor Igumenow               | Eero Tapio        | Matti Poikala      |
| -82 kg  | Petar Krumow                  | Omar Bliadse      | Milan Nenadić      |
| -90 kg  | Alexander Jurkewitsch         | Wenko Tsintsarow  | Nicolae Neguț      |
| -100 kg | Nikolai Iwanowitsch Jakowenko | Stefan Petrow     | Lennart Eriksson   |
| +100 kg | Anatoli Roschtschin           | Wilfried Dietrich | Petar Donew        |

### Medaillenspiegel
| Rang | Land               | Gold | Silber | Bronze |
| ---- | ------------------ | ---- | ------ | ------ |
| 1    | Sowjetunion        | 6    | 1      | 3      |
| 2    | Rumänien           | 2    | 1      | 1      |
| 3    | Bulgarien          | 1    | 2      | 1      |
| 4    | Iran               | 1    | 1      | 0      |
| 5    | Schweden           | 0    | 1      | 2      |
| 6    | Finnland           | 0    | 1      | 1      |
|      | Jugoslawien        | 0    | 1      | 1      |
| 8    | BR Deutschland     | 0    | 1      | 0      |
|      | Südkorea           | 0    | 1      | 0      |
| 10   | Vereinigte Staaten | 0    | 0      | 1      |

## Freistil
Die Wettkämpfe im Freistil fanden vom 8. bis zum 10. März 1969 statt. Bester Schweizer wurde Peter Jutzeler als Viertplatzierter in der Gewichtsklasse -100 kg. Beste Deutsche waren Rolf Lacour, Paul Neff, Werner Hettich und Adolf Seger, die alle jeweils Platz 5 in ihrer Gewichtsklasse belegten.

### Medaillengewinner
| Klasse  | Gold                | Silber                  | Bronze                |
| ------- | ------------------- | ----------------------- | --------------------- |
| -48 kg  | Ibrahim Javadi      | Roman Dmitrijew         | Akihiko Umeda         |
| -52 kg  | Richard Sanders     | Mohammad Ghorbani       | Tariel Alibegaschwili |
| -57 kg  | Tadamachi Tanaka    | Donald Behm             | Aboutaleb Talebi      |
| -62 kg  | Tekeo Morita        | Shamseddin Seyed Abbasi | Sagalaw Abdulbekow    |
| -68 kg  | Abdollah Movahed    | Enju Waltschew Dimow    | Nodar Chochaschwili   |
| -74 kg  | Sarbeg Beriaschwili | Wayne Wells             | Seiji Yamagata        |
| -82 kg  | Fred Fozzard        | Nojiri Shuichi          | Majid Kazemi          |
| -90 kg  | Boris Gurewitsch    | Russi Petrow            | Henk Schenk           |
| -100 kg | Schota Lomidse      | Larry Kristoff          | Wassil Todorow        |
| +100 kg | Alexander Medwed    | Osman Duraliew          | Abolfazl Anvari       |

### Medaillenspiegel
| Rang | Land               | Gold | Silber | Bronze |
| ---- | ------------------ | ---- | ------ | ------ |
| 1    | Sowjetunion        | 4    | 1      | 3      |
| 2    | Vereinigte Staaten | 2    | 3      | 1      |
| 3    | Iran               | 2    | 2      | 3      |
| 4    | Japan              | 2    | 1      | 2      |
| 5    | Bulgarien          | 0    | 3      | 1      |